# Franse Senaatsverkiezingen 1998
De Franse Senaatsverkiezingen van 1998 vonden op 27 september 1998 plaats. Het was de dertiende keer dat een derde van de Senaat werd gekozen tijdens de Vijfde Franse Republiek.

## Verkiezingsprocedure
De Franse Senaat wordt indirect gekozen door middel van kiesmannen (grands électeurs), lokale volksvertegenwoordigers, zoals regionale-, departements-, en (soms) stadsbestuurders (w.o. burgemeesters en wethouders).

## Uitslag
| Groepering                                    | Afkorting | Zetels | Verschil | Percentage |
| --------------------------------------------- | --------- | ------ | -------- | ---------- |
| Union républicains et des indépendants        | URI       | 49     |          |            |
| Socialiste                                    | SOC       | 78     |          |            |
| Union centriste                               | UC        | 52     |          |            |
| Rassemblement pour la République              | RPR       | 99     |          |            |
| Rassemblement démocratique et social européen | RDSE      | 21     |          |            |
| Niet-ingeschrevenen                           | NI        | 6      |          |            |
| Communiste, républicain et citoyen            | CRC       | 16     |          |            |
| Totaal:                                       |           | 321    |          | 100,0 %    |

## Voorzitter
| Afbeelding | Persoon            | Datum van verkiezingen | Opmerking                             |
| ---------- | ------------------ | ---------------------- | ------------------------------------- |
|            | Christian Poncelet | 1 oktober 1998         | nieuw gekozen Voorganger: René Monory |